# 야마다정
야마다정(일본어: 山田町 야마다마치[*])은 일본 이와테현 연안 중부에 있는 시모헤이군의 정이다.
중심 산업은 리아스식 해안을 이용한 양식 어업을 중심으로 하는 어업이지만 산간부를 중심으로 중소규모 공장이 가동하고 있다. 일본의 총리를 역임한 스즈키 젠코가 태어난 곳이다. 스즈키는 1980년에 급사한 오히라 마사요시의 후계자로 총리대신으로 취임했었다.

## 지리
태평양과 접한 정으로 리아스식 해안인 후나코시만의 북부와 후나코시 반도, 야마다만에서 해안에 접하고 있다. 세키구치강과 오리카사강이 야마다만으로 흘러 들어가고 세키구치강 하구의 약간 남쪽으로 야마다항이 있으며 주변에 역이나 정사무소, 병원 등이 집중한다. 정의 서단은 다카다키 숲으로 서부 일대는 쓰가루이시강 상류부의 유역이 되고 있다.

## 역사
- 1889년 4월 1일 - 정촌제 시행으로 히가시헤이군 야마다정, 후나코시촌, 오리카사촌, 오사와촌, 도요마네촌이 성립하였다.
- 1896년 3월 29일 - 히가시헤이군, 기타헤이군, 나카헤이군이 합병해 시모헤이군이 되었다.
- 1955년 3월 1일 - 야마다정, 후나고시촌, 오리카사촌, 오사와촌, 도요마네촌이 합병해 새로운 야마다정이 되었다.

## 인구
| 연도 | 인구   | ±%     |
| ---- | ------ | ------ |
| 1920 | 13,714 | —      |
| 1930 | 16,224 | +18.3% |
| 1940 | 18,166 | +12.0% |
| 1950 | 23,679 | +30.3% |
| 1960 | 24,966 | +5.4%  |
| 1970 | 24,193 | −3.1%  |
| 1980 | 25,321 | +4.7%  |
| 1990 | 22,925 | −9.5%  |
| 2000 | 21,214 | −7.5%  |
| 2010 | 18,625 | −12.2% |

## 기후
| 야마다정의 기후                                              | 야마다정의 기후 | 야마다정의 기후 | 야마다정의 기후 | 야마다정의 기후 | 야마다정의 기후 | 야마다정의 기후 | 야마다정의 기후 | 야마다정의 기후 | 야마다정의 기후 | 야마다정의 기후 | 야마다정의 기후 | 야마다정의 기후 | 야마다정의 기후 |
| 월                                                           | 1월             | 2월             | 3월             | 4월             | 5월             | 6월             | 7월             | 8월             | 9월             | 10월            | 11월            | 12월            | 연간            |
| ------------------------------------------------------------ | --------------- | --------------- | --------------- | --------------- | --------------- | --------------- | --------------- | --------------- | --------------- | --------------- | --------------- | --------------- | --------------- |
| 역대 최고 기온 °C (°F)                                       | 16.4 (61.5)     | 20.7 (69.3)     | 23.9 (75.0)     | 32.7 (90.9)     | 32.2 (90.0)     | 34.7 (94.5)     | 37.5 (99.5)     | 37.2 (99.0)     | 34.1 (93.4)     | 29.9 (85.8)     | 22.9 (73.2)     | 24.6 (76.3)     | 37.5 (99.5)     |
| 일평균 최고 기온 °C (°F)                                     | 5.9 (42.6)      | 6.3 (43.3)      | 9.5 (49.1)      | 14.8 (58.6)     | 19.0 (66.2)     | 21.6 (70.9)     | 25.0 (77.0)     | 26.8 (80.2)     | 24.0 (75.2)     | 19.4 (66.9)     | 14.3 (57.7)     | 8.6 (47.5)      | 16.3 (61.3)     |
| 일일 평균 기온 °C (°F)                                       | 0.5 (32.9)      | 0.8 (33.4)      | 3.7 (38.7)      | 8.7 (47.7)      | 13.4 (56.1)     | 16.9 (62.4)     | 20.8 (69.4)     | 22.4 (72.3)     | 19.3 (66.7)     | 13.7 (56.7)     | 8.0 (46.4)      | 2.9 (37.2)      | 10.9 (51.7)     |
| 일평균 최저 기온 °C (°F)                                     | −4.1 (24.6)     | −4.2 (24.4)     | −1.6 (29.1)     | 2.8 (37.0)      | 8.2 (46.8)      | 13.0 (55.4)     | 17.6 (63.7)     | 19.0 (66.2)     | 15.3 (59.5)     | 8.7 (47.7)      | 2.4 (36.3)      | −1.9 (28.6)     | 6.3 (43.3)      |
| 역대 최저 기온 °C (°F)                                       | −14.8 (5.4)     | −16.7 (1.9)     | −11.4 (11.5)    | −6.2 (20.8)     | −1.7 (28.9)     | 1.7 (35.1)      | 8.1 (46.6)      | 8.9 (48.0)      | 4.3 (39.7)      | −2.5 (27.5)     | −6.3 (20.7)     | −13.5 (7.7)     | −16.7 (1.9)     |
| 평균 강수량 mm (인치)                                        | 64.8 (2.55)     | 54.2 (2.13)     | 102.7 (4.04)    | 109.5 (4.31)    | 133.5 (5.26)    | 150.3 (5.92)    | 174.0 (6.85)    | 182.7 (7.19)    | 221.8 (8.73)    | 182.3 (7.18)    | 75.2 (2.96)     | 69.9 (2.75)     | 1,527.1 (60.12) |
| 평균 강수일수 (≥ 1.0 mm)                                     | 4.8             | 5.6             | 8.2             | 8.6             | 9.6             | 10.5            | 12.6            | 11.3            | 12.2            | 9.1             | 6.6             | 5.3             | 104.4           |
| 평균 월간 일조시간                                           | 174.3           | 162.2           | 187.2           | 199.7           | 206.5           | 172.5           | 153.6           | 170.6           | 139.6           | 152.0           | 157.6           | 156.9           | 2,030.4         |
| 출처: 일본 기상청 (평년값: 1991년~2020년, 극값: 1976년~현재) |                 |                 |                 |                 |                 |                 |                 |                 |                 |                 |                 |                 |                 |

## 교통

### 철도
- 동일본 여객철도 야마다선

### 도로
- 산리쿠 자동차도(일본어판)
- 국도 45호선